# ArsTecnica

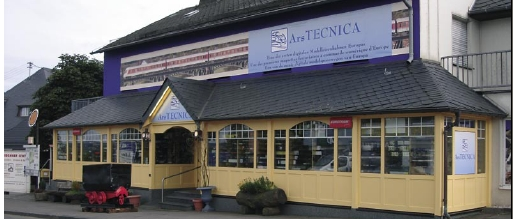
Eingang der ArsTECNICA

Die ArsTecnica (eigene Schreibweise ArsTECNICA) ist eine Modelleisenbahnausstellung und bildet zusammen mit ArsKRIPPANA (Krippenausstellung) und ArsFIGURA (Puppenausstellung) das Ardenner Cultur Boulevards, an der deutsch-belgischen Grenze im deutschen zur Gemeinde Hellenthal gehörenden Ort Losheim.
Bei der Eröffnung am 27. März 1997 im alten Zollamt in Losheim war die Euro-Tecnica die größte und erste vollständig digital gesteuerte Modelleisenbahnanlage Europas. Auch heute ist sie mit einem 2 km langen, zusammenhängenden Gleisnetz, auf dem über 100 Züge verkehren, noch eine der größten H0-Modellbahnanlagen Deutschlands auf einer Ausstellungsfläche von insgesamt ca. 2000 m². Zudem stellt die Euro Tecnica neben verschiedenen Modellbahnanlagen die OSTRA-Sammlung sowie einige Dioramen aus.

## Modelleisenbahn
Die H0-Modelleisenbahnanlage der Euro Tecnica ist vollständig digital gesteuert und besteht aus mehreren thematischen Teilabschnitten, die durch ein durchgängiges Schienennetz miteinander verbunden sind. Die gesamte Ausstellungsfläche der Anlage beträgt ca. 250 m². Eingebettet ist außerdem ein Car-System mit 24 Fahrzeugen.
Die Anlage stellt selbst eine Eifellandschaft dar und zeigt auch ein fiktives Barockschloss mit einer Grundfläche von einem Quadratmeter, einen voll beleuchteter Flughafen, zudem einen Rummelplatz, Zoo und Hafen. Zudem ist die Anlage mit einem Tag-Nacht-Wechsel der Beleuchtung ausgestattet, bei dem sich in der Nachtphase die Details durch den Einsatz von Schwarzlicht und fluoreszierenden Farben in der Wandbemalung hervorheben. 2008 wurde eine unabhängige Anlage mit dem neuen Themengebiet „USA“ fertiggestellt (ca. 50 m²).

## OSTRA-Sammlung

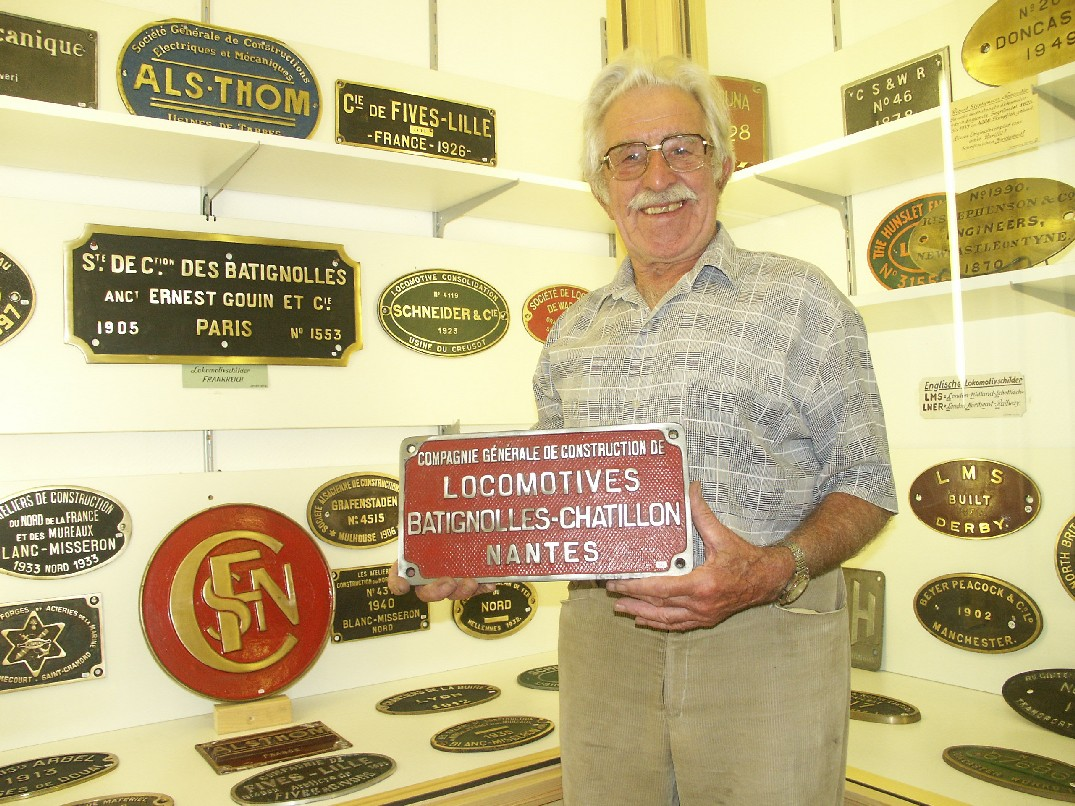
Ostra mit verschiedenen Fabrikschildern

Die Sammlung des gebürtigen Wieners Otto Straznicky aus Erftstadt (Spitzname: Ostra), die seit 2007 in der Euro Tecnica ausgestellt ist, zeigt neben alten Modellbahnen auch verschiedene Fabrikschilder alter Lokomotiven.
Ostra, welcher früher mit seiner Ostra-Bahn, einer Live-Steam-Lokomotive samt Waggons, auf Ausstellungen ca. 800 Mal aufgetreten ist, hat dabei insgesamt mehr als eine Viertelmillion Kinder befördert. Seine Modellbahnsammlung besteht aus seltenen Märklin- und Bing-Lokomotiven von 1885 bis heute und umfasst dabei nicht nur H0-Loks, sondern auch Gleisstücke und Modelle der Spuren 0 und 1 und eine seit 1962 bestehende Fabrikschildersammlung. Diese umfasst ca. 500 Exponate, unter anderem ein belgisches Fabrikschild der Firma Ateliers Detombay.

## Dioramenausstellung
Die Dioramenausstellung umfasst etwa 50 Modelle, die sich vorwiegend mit der Zeitgeschichte der Eisenbahn und dem Thema des Zweiten Weltkriegs (u. a. Ardennen-Offensive) beschäftigen; weiterhin mit Themen wie dem Ruhrgebiet bzw. allgemein dem Bergbau, einzelnen Schiffen (der Titanic und der Batavia) sowie Fiktionen wie einer UFO-Landung, der literarischen Bedeutung Transsylvaniens oder einer mittelalterlichen Schlacht. In vielen der stets mit Tag-Nacht-Wechsel ausgestatteten Dioramen ist dabei eine funktionsfähige H0-Modellbahn integriert.